# Que Bonito Es el Amor (album de Ramón Ayala)

Que Bonito Es el Amor est un album en studio de Ramón Ayala, dont la version originale a été publiée par le label Freddie Records, le 1er juillet 1977, et qui a fait l'objet de multiples éditions. La première variante en a été l'édition mexicaine de DLV sous le titre No Vengas A Rogarme.

## Version originale 1977
Album vinyl produit par Freddie Martinez et Ramón Ayala.
Numéro de catalogue : FR-1077.
Ingénieurs du son : Rick Garcia et Jim West.
Enregistré à Corpus Christi au Freddie 16 Track Recording Studio.
Photo de couverture par Terry Blackburn pour Wheeler Photo.
Notes de pochette par Bernabe S. Valdez de KCCT Radio Jalapeno Express 1150.

## Version Mexique 1977
Album vinyl et cassette publié sous le numéro de catalogue DLV 190.